# Vertemati
Vertemati fou una empresa italiana fabricant de motocicletes amb seu a Triuggio (província de Monza i Brianza) que tingué activitat entre el 1993 i el 2004. Fundada a Ronco Briantino, a la mateixa província llombarda, prenia el nom del cognom dels dos germans socis fundadors, Alvaro i Guido Vertemati. L'empresa es va especialitzar de seguida en la fabricació de motocicletes de competició per al fora d'asfalt (motocròs, enduro i supermotard).
Després d'una crisi corporativa, el 2002 l'empresa va ser absorbida pel grup Mondial Off Road (Mondial Moto) i el nom va canviar a VOR Motorcycles. Després dels problemes econòmics que també afectaren el grup comprador, la companyia va restar inactiva durant molt de temps i va fer fallida el 2004; només la marca va ser recuperada del procediment de fallida per altres empresaris, entre ells els fundadors, els quals van reprendre l'activitat com a Vertemati Racing.

## Història
Basant-se en la seva experiència en el camp del motocròs, els germans Alvaro i Guido Vertemati van començar a crear motocicletes pràcticament artesanes. La seva experiència s'havia originat principalment amb Husaberg, marca sueca de què n'havien estat socis i importadors a Itàlia durant uns deu anys. Després del trencament de les relacions amb aquesta companyia (que aviat va acabar en mans de l'austríaca KTM), els germans Vertemati van crear la C500, una motocicleta que adoptava algunes solucions tècniques de Husaberg, com ara la caixa d'aire al tub quadrat del xassís per a estalviar espai.
La C500, evolucionada adequadament, estava destinada a donar vida al primer model del departament de curses de VOR (acrònim de "Vertemati Offroad Racing", divisió de l'empresa nascuda el 1998), la 492, la qual va canviar després el nom a 503, amb distribució en cascada d'engranatges i, en el cas de la C500, basculant totalment mecanitzat a partir de sòlids.

## Vertemati Racing
Després de la recuperació de la fallida del 2004, l'empresa tornà a comercialitzar els seus models amb el nom de Vertemati Racing en versions de motocròs, enduro i supermoto. Les motocicletes es produïen tant amb arrencada a pedal (estrictament cap endavant, també característica de VOR) com elèctrica (en aquest cas, sense incloure el pedal). Duien també suspensions WP, plaques de forquilla mecanitzades a partir de sòlids, frens Brembo (cross/enduro) i Beringer (amb rail de ferro colat i cistella d'avional) per a la supermoto.